# Vilém Vrabec
Vilém Vrabec (ur. 8 kwietnia 1901 w Horním Růžodole, zm. 27 stycznia 1983 w Pradze) – czeski kucharz i pedagog, autor książek kucharskich.

## Życiorys
Pochodził z bardzo biednej rodziny. W 1918 wyjechał do Berlina, gdzie uczył się w szkole przemysłowej. Aby pokryć koszty nauki pracował w kuchni, zajmował się także aranżacją wystaw w sklepie Kempiňskiego – największych delikatesach w stolicy Niemiec. Bieda zmusiła go do przerwania nauki i powrotu do kraju. Wykorzystując umiejętności, które zdobył u Kempińskiego zatrudnił się w praskim sklepie delikatesowym Lipperta, gdzie aranżował wystawy i opracowywał receptury dań garmażeryjnych. Praca w sklepie nie przynosiła mu satysfakcji i zaczął podróżować po Europie. Pracował w Niemczech, Austrii i Szwajcarii, a nawet w londyńskim Savoyu jako pomocnik kuchenny, towarzysząc znanym kucharzom, często za wynagrodzenie otrzymując tylko nocleg i jedzenie.
Bogaty w międzynarodowe doświadczenia powrócił do Czech. Znalazł zatrudnienie w restauracji Puppa w Karlowych Warach, gdzie przygotowywał zimne dania, a następnie w restauracji Esplanada w Mariańskich Łaźniach. W roku 1926 szkoła sztuk pięknych w Ostrawie zatrudniła Vrabca, aby prowadził kurs z zakresu dekoracji stołu i aranżacji potraw. Kurs cieszył się tak dużą popularnością wśród słuchaczy, że Vrabec otrzymał od ministra szkolnictwa Milana Hodžy specjalny dyplom, uprawniający go do prowadzenia kursów kulinarnych. Aby spełnić swoje największe marzenie – otwarcia prywatnej szkoły gastronomicznej udał się na tournée po Czechosłowacji, prowadząc kursy gotowania i zbierając środki. W 1929, w Pradze, na rogu ulic Štěpánskéj i Řeznickéj rozpoczęła działalność szkoła Vilema Vrabca.
W 1948 szkoła została upaństwowiona przez władze komunistycznej Czechosłowacji, a Vrabec mógł tylko prowadzić w niej zajęcia. Pracował jako pedagog do 1961, kiedy przeszedł na emeryturę. Do końca życia pisał książki kucharskie i poradniki. Zmarł dzień po tym, kiedy oddał do drukarni rękopis swojej ostatniej książki.

## Książki o kuchni autorstwa Viléma Vrabca
- 1931: Studená kuchyně
- 1935: Moučníky
- 1936: Teplá kuchyně (dwa tomy)
- 1937: Moučníky a nápoje
- 1941: Cocktaily a jiné nápoje nové doby alkoholické a alkoholu prosté
- 1941: Moučníky a cukroví
- 1958: Osvěžující nápoje pro horké i chladné dny
- 1968: Velká kuchařka
- 1970: Český kapr v teplé a studené kuchyni
- 1976: Jak se vaří při Dunaji
- 1977: Z kuchyně našich přátel
- 1979: Jihočeský kapr v naší a zahraniční kuchyni
- 1980: Saláty po celý rok
- 1982: Jihočeská houbařská kuchařka